# Puig d'en Corella
El Puig d'en Corella és una muntanya de 108 metres que es troba al municipi de Vilafant, a la comarca catalana de l'Alt Empordà.